# Wes Nelson
Wesley Nelson (Newcastle-under-Lyme, 18 marzo 1998) è un personaggio televisivo, cantante e rapper britannico.
Diventato noto in madrepatria grazie alla trasmissione Love Island, ha successivamente partecipato ai talent show Dancing on Ice e The X Factor: Celebrity, qualificandosi come finalista in ambedue manifestazioni. Legato all'etichetta EMI, Nelson ha raggiunto il podio della classifica britannica con il singolo See Nobody.in collaborazione con Hardy Caprio.

## Carriera
Nelson debutta in televisione nel 2018 come concorrente del reality britannico Love Island, a cui prende parte in coppia con Megan Barton-Hanson. I due si qualificano quarti nella competizione. In seguito a tale partecipazione, nel 2019 Nelson concorre nei talent show Dancing on Ice e The X Factor: Celebrity, quest'ultima in quanto componente di un gruppo vocale costituito da soli concorrenti di Love Island. Nelson si qualifica rispettivamente secondo e ottavo nelle due differenti manifestazioni. Sempre nel 2019 prende parte alle trasmissioni televisive Sink or Swim, 8 Out of 10 Cats e Antiques Road Trip.
Nel 2020 firma un contratto discografico con EMI e pubblica il suo singolo di debutto See Nobody con Hardy Caprio, che raggiunge la terza posizione nella Official Singles Chart e la certificazione di platino con oltre 600 000 unità certificate dalla British Phonographic Industry. Segue la pubblicazione del singolo Nice to Meet Ya, che raggiunge la top 10 delle classifiche singoli di Austria, Germania e Svizzera. Nel 2021 collabora con Clean Bandit e Topic nel singolo Drive.

## Discografia

### Singoli
- 2020 – See Nobody (con Hardy Caprio)
- 2021 – Nice to Meet Ya (con Yxng Bane o Loredana)
- 2021 – Habits (con Ayo Beatz)
- 2021 – Drive (con i Clean Bandit e Topic)

## Programmi televisivi
- 2018 – Love Island (Concorrente, quarto classificato)
- 2019 – Dancing on Ice (Concorrente, secondo classificato)
- 2019 – 8 Out of 10 Cats (Panelist ospite)
- 2019 – The Crystal Maze (Concorrente, 1 episodio)
- 2019 – The X Factor: Celebrity (Concorrente come membro dei No Love Lost, ottavo classificato)
- 2019 – Skin or Swim (Concorrente)
- 2019 – Celebrity Antiques Road Trip (Partecipante, 1 episodio)